# Cherif Mellal
 (janvier 2024).
Cherif Mellal (en tifinagh :  ⵛⵔⵉⴼ ⵎⵍⵍⴰⵍ) né le 7 juin 1975 à Larbaâ Nath Irathen dans la wilaya de Tizi Ouzou en Algérie, est un homme d'affaires et ex-dirigeant sportif algérien.
Il est président du club sportif de la JS Kabylie du 8 février 2018 au 15 septembre 2021. Il est destitué de son poste de président, par le CSA, le 21 mars 2021.

## Biographie

### Jeunesse et éducation
Né le 7 juin 1975 à Larbaâ Nath Irathen, Cherif Mellal a passé ses premières années à Aït Oumalou jusqu’à l’âge de 10 ans. Puis, sa famille a déménagé à Tizi Ouzou, il y a terminé ses études secondaires et obtenu son baccalauréat en 1996.

### Carrière de football en Allemagne
Avec le rêve de devenir joueur de football professionnel, il a entrepris un voyage en Allemagne, où il a rejoint un club de football amateur dans une division inférieure. Il réside plus de 23 ans à l’étranger.

### Retour en Algérie et présidence de la JS Kabylie
Préoccupé par la situation précaire de l’équipe, il a pris la décision de prendre les choses en main. Cela s’est produit à un moment où de nombreux anciens joueurs et responsables avaient fui leurs responsabilités.
Sous sa direction, l’équipe a évité de justesse la relégation en championnat et a même atteint la finale de la Coupe d’Algérie 2017-2018.

### Président de la JS Kabylie
Lors de sa première saison complète en tant que président, l’équipe a lutté avec ferveur pour le championnat, manquant de peu en raison de circonstances controversées impliquant les clubs du CS Constantine et de l'USM Alger.
Après neuf ans d’absence, la JS Kabylie a effectué un retour en Ligue des champions de la CAF 2019-2020, atteignant la phase de groupes en éliminant des adversaires tels qu’Al Merreikh du Soudan et Horoya Conakry de Guinée.
Lors de sa troisième saison, il remporte son premier titre en tant que président avec la Coupe de la Ligue algérienne 2020-2021 (premier titre remporté en 10 ans pour la JS Kabylie).
Il est démis de ses fonctions, avec des accusations de participation à des mouvements séparatistes,.

## Résultats en tant que président de la JS Kabylie
- Championnat d'Algérie : vice-champion (2018-2019), 4e place (2019-2020) et 5e place (2020-2021).
- Coupe d'Algérie : finaliste (2017-2018).
- Ligue des champions de la CAF : phase de groupes (2019-2020).
- Coupe de la confédération : finaliste (2020-2021).
- Coupe de la Ligue : vainqueur (2020-2021).

## La marque UZZOO

### Sur les traces de SONITEX
En novembre 2020, sous la direction de Cherif Mellal, la JS Kabylie crée sa propre marque d’équipement nommée UZZOO. La dénomination UZZOO fait référence à une plante très répandue en Kabylie qui est de couleur jaune et verte. Le logo de la marque est un canari qui est l'un des surnoms du club. La marque UZZOO avait pour ambition d'équiper d'autres clubs de la région. En juillet 2021, avant son éviction de la JS Kabylie, le club avait ouvert sa première boutique officielle de la marque, à Tizi Ouzou. La marque disparaît, après son éviction de la JS Kabylie.

### Maillots floqués en tifinagh portant le drapeau amazigh et maillots en hommage à Matoub Lounès
En juin 2021, la JS Kabylie a joué sa demi-finale aller de la Coupe de la confédération 2020-2021 avec des maillots UZZOO sur lesquels les noms des joueurs étaient floqués en tifinagh avec le drapeau amazigh sur le dos des maillots ainsi que sa demi-finale retour avec des maillots en hommage à Matoub Lounès.

### Interdiction par la Confédération africaine de football (CAF)
En juillet 2021, la CAF interdit à la JS Kabylie de jouer sa finale de la Coupe de la confédération 2020-2021 avec des maillots UZZOO floqués en tifinagh.

## Condamnations judiciaires et détention
Le 24 novembre 2021, il est condamné, à trois mois de prison ferme, dans une affaire l'opposant à un ancien joueur de la JS Kabylie.
Le 9 décembre 2021, il est condamné, à six mois de prison ferme, dans une affaire de diffamation.
Le 19 janvier 2023, il est placé, en détention provisoire, à la prison d'El-Harrach, à Alger, pour des raisons non communiquées. À partir du 31 août 2023, il observe une grève de la faim de 10 jours, après huit mois de détention provisoire.
Son procès débute, le 8 octobre 2023, au tribunal de Sidi M’Hamed d’Alger. Le 15 octobre 2023, il est condamné à 18 mois de prison ferme, pour atteinte à l’unité nationale. Le 8 janvier 2024, il est relaxé, par la chambre pénale de la Cour d’Alger, dans l'affaire de l'atteinte à l’unité nationale.
Le 14 avril 2024, il entame une nouvelle grève de la faim illimitée, pour contester le prolongement de sa détention provisoire, qui dure depuis 15 mois. Le 29 avril 2024, après 15 jours de grève de la faim illimitée, sa famille tire la sonnette d’alarme, sur son état de santé. Le 30 avril 2024, après 16 jours, il décide de suspendre sa grève de la faim, à la suite de la programmation de son audition par le juge d’instruction. Le 2 mai 2024, sa détention préventive est renouvelée, pour quatre mois supplémentaires, à compter du 19 mai 2024. Le 17 juillet 2024, il entame une troisième grève de la faim, après 18 mois de détention préventive.
Le 9 octobre 2024, il est condamné à quatre ans de prison pour « violation de la loi relative au contrôle de change et aux mouvements de capitaux de et vers l’Algérie et blanchiment d’argent ». Il nie ces accusations et son avocate dénonce des« irrégularités flagrantes, multiples et multiformes qui ont entaché les poursuites engagés ». Ses avocats annoncent leur intention de faire appel du jugement.